# Rüütli 45
Rüütli 45 est un bâtiment de style néogothique de la ville de Pärnu en Estonie.

## Description
De nos jours, l'édifice abrite l'hôtel Bristol, le restaurant Beijing, la boulangerie Ellen's, le bar karaoké Coco Loco.

## Histoire
Le bâtiment, initialement destiné à servir de résidence, a été construit en deux étapes. 
En 1900, la partie conçue par Boris von Bock est achevée à l'angle des rues Hommik tänav et Rüütli tänav. 
En 1904, une extension a été achevée au coin de la rue Ringi tänav selon le projet de l'architecte Hugo von Wolffeldt.
L'hôtel-restaurant de première classe Bristol a été ouvert dans le bâtiment. 
Les 14 chambres de l'hôtel étaient situées au deuxième étage du bâtiment, le restaurant était au premier étage. 
L'«entrepôt de machines» de l'association des commerçants A. Pusill et M. Mikk était également situé au premier étage, où diverses machines et équipements pouvaient être commandés.
En 1918, le quartier général du 6ème régiment d'infanterie était situé dans le bâtiment.
Pendant la période soviétique, l'hôtel Bristol s'appelait Kalev Inn et la cantine située au premier étage s'appelait cantine n°2.
Après que l'Estonie a retrouvé son indépendance, en plus d'un hôtel et d'un restaurant, le bâtiment abrité des magasins, un casino, des bureaux de banque, une boucherie et une boutique de cadeaux.